# 教宗使者宫
教宗使者宫，又譯普拉西迪亞宮，是教宗大使在君士坦丁堡的官邸，也是教宗本人在君士坦丁堡居住時的臨時住所。其歷史可追溯至519年。711年，教宗君士坦丁拜訪君士坦丁堡時入住教宗使者宫，也是最後一位入住該官邸的教皇。